# Grant Imahara
Grant Masaru Imahara (n. 23 octombrie 1970, Los Angeles, California, SUA – d. 13 iulie 2020, Los Angeles, California, SUA) a fost un expert în electronică și control radio american, cunoscut, în special, pentru rolul de prezentator, membru al Echipei Juniorilor din MythBusters.

## Educația și primele slujbe
Imahara a terminat University of Southern California, cu o diplomă în inginerie electrică.
După absolvire, el a fost angajat ca un inginer licențiat pentru divizia THX a Lucasfilm, apoi s-a mutat la ILM unde a fost implicat în filme ca: The Lost World: Jurassic Park, Star Wars: Episode I: The Phantom Menace, Galaxy Quest, AI: Artificial Intelligence, Star Wars Episode II: Attack of the Clones, Terminator 3: Rise of the Machines, The Matrix Reloaded, The Matrix Revolutions, Van Helsing și Star Wars Episode III: Revenge of the Sith.

## Mythbusters
În cele din urmă Imahara s-a alăturat echipei MythBusters la insistențele prietenului Jamie Hyneman  și fostul coleg de la ILM Linda Wolkovitch (acum un producător asociat al MythBusters). El s-a alăturat emisiunii ca cel de-al treilea membru al echipei Juniorilor, înlocuind-o pe fosta colegă MythBusters Scottie Chapman. De obicei el construiește roboții necesari pentru experimente sau se ocupă de computere și electronice.

## Viața personală și moartea
Grant Imahara a fost logodit cu actrița americană Jennifer Newman în 2016.
Imahara a murit pe 13 iulie 2020 din cauza unui anevrism vascular cerebral, la vârsta de 49 de ani.